# Княжество Салерно
Княжество Салерно е държава на лангобардите в Италия през 849 – 1078 г. със столица Салерно. Възниква след разделянето на Херцогство Беневенто на три Беневенто, Салерно и Княжество Капуа.